# Radik Valiyev
Rádik Yuriévich Valíyev –en ruso, Радик Юрьевич Валиев– (18 de junio de 1997) es un deportista ruso que compite en lucha libre. Ganó una medalla de bronce en el Campeonato Mundial de Lucha de 2021, en la categoría de 79 kg.

## Palmarés internacional
| Campeonato Mundial | Campeonato Mundial | Campeonato Mundial | Campeonato Mundial |
| Año                | Lugar              | Medalla            | Categoría          |
| ------------------ | ------------------ | ------------------ | ------------------ |
| 2021               | Oslo (Noruega)     | Medalla de bronce  | 79 kg              |